# Phare Ákra Ástros
Le phare Ákra Ástros (grec moderne : Άκρα Άστρος), également appelé phare Ástros Kynourías (grec moderne : Άστρος Κυνουρίας), est situé au cap Astros, à l'est du port d'Astros sur la côte ouest du golfe Argolique en Grèce. Il est construit en 1893.

## Caractéristiques
Le phare est une tour carrée de pierres, attenante à la maison du gardien. Le dôme de la lanterne est de couleur bleue. Il s'élève à 23 mètres au-dessus de la mer Égée dans le golfe Argolique.

## Codes internationaux
- ARLHS[3] : GRE-045
- NGA : 15124
- Admiralty[4] : E 4104

## Source
(en) [PDF] List of lights radio aids and fog signals - 2011 - The west coasts of Europe and Africa, the mediterranean sea, black sea an Azovskoye more (sea of Azov) (la liste des phares de l'Europe, selon la National Geospatial - Intelligence Agency)- Version 2011 - National Geospatial - Intelligence Agency - p. 262.